# Afrikai madárszem
Az afrikai madárszem, (madárbors vagy afrikai ördögpaprika néven is említik) a cserjés paprika (Capsicum frutescens) Afrikában fűszernövényként termesztett, illetve részben elvadult változatainak gyűjtőneve. A kontinens számos vidékén már vadon nő; a leginkább Ugandában, Malawiban és Zimbabwéban termesztik, de egyéb földrészeken is, így nagy ültetvényeit találjuk Pápua Új-Guineán, Kínában, Mexikóban, Chilében és Indiában.

## Megjelenése
Hasonlít a tabasco paprikához, ami szintén Capsicum frutescens fajta. A növény a termőhelyi adottságoktól függően 45–120 cm magasra nő; rendszerint nagyon bokros. Levelei 2,5–7,5 cm hosszúak. Évelő növény, néha három évig is terem. A termések általában 1,2–2,5 cm-esek, éretlenül zöldek, éretten világosvörösek.
Általában igen csípős, de ez tág határok közt változik. A legcsípősebbnek az ugandai változatot tartják: ez a Scoville-skálán eléri a 175 000 egységet (SHU-t).